# Dekanat Kolbudy
Dekanat Kolbudy – jeden z 24 dekanatów katolickich archidiecezji gdańskiej, obejmujący obszar gmin Kolbudy i Przywidz. Został utworzony po podziale Dekanatu Wyżyny Gdańskie na mocy kurendy nr 34/2006 z dnia 25 kwietnia 2006 (formalnie obowiązującej od 3 maja) decyzją Arcybiskupa Metropolity Gdańskiego Tadeusza Gocłowskiego.

## Parafie
W skład dekanatu wchodzi 7 parafii:
1. Parafia Bożego Ciała w Pręgowie – Pręgowo, ul. Kościelna 3
2. Parafia Macierzyństwa Najświętszej Maryi Panny w Jodłownie – Jodłowno, ul. Kasztanowa 4
3. Parafia MB Fatimskiej w Nowej Wsi Przywidzkiej – Nowa Wieś Przywidzka
4. Parafia Najświętszej Maryi Panny Królowej Korony Polskiej w Lublewie Gdańskim – Lublewo Gdańskie, ul. Kościelna 6
5. Parafia św. Floriana w Kolbudach – Kolbudy, ul. Wybickiego 34
6. Parafia Najświętszej Maryi Panny z Lourdes w Otominie – Otomin, ul. Konna 4
7. Parafia św. Franciszka Ksawerego w Przywidzu – Przywidz, ul. Gdańska 20
8. Parafia św. Mikołaja w Czapielsku – Czapielsk, ul. Jezuicka 2

## Sąsiednie dekanaty
Gdańsk-Łostowice, Kartuzy (diec. pelplińska), Kościerzyna (diec. pelplińska), Pruszcz Gdański, Skarszewy (diec. pelplińska), Stężyca (diec. pelplińska), Trąbki Wielkie, Żukowo